# 呉銀善
呉 銀善（オ・ウンソン、1966年3月1日 - ）は韓国の女性登山家。全羅北道南原市出身。

## 経歴
水原大学校2年生の頃、韓国の北漢山を登頂したのがきっかけで登山を始める。1993年にエベレスト遠征隊に初参加。2004年にエベレスト登頂を達成、同年に世界7大陸最高峰登頂を達成した。
女性初の8000メートル峰全14座制覇を目指し、2008年から2009年にかけて驚異的なペースで登頂を続け、スペインのエドゥルネ・パサバンと初制覇を競い注目された。
2010年4月27日、アンナプルナの登頂に成功し、世界で21人目、女性としては世界初の8000メートル峰全14座制覇を発表したが、2009年に登頂したとされるカンチェンジュンガに実際には登頂していないのではないかという疑惑が持ち上がった。
厳弘吉をはじめとした韓国国内のカンチェンジュンガ登頂者6人が出席した精査会議の結果、大韓山岳連盟が呉のカンチェンジュンガ登頂を否定したため、8000メートル峰全14座制覇の記録は国際的公認を得ることが難しくなった。　
銀善のケースのような虚偽登頂問題に限らず、ヒマラヤの高所登山では、本当に登頂したのかどうかに下山後に疑問符がつけられるケースがまれにある。

## 7大陸最高峰登頂記録
- 2002年8月24日：エルブルス山（ヨーロッパ、5,642 m）
- 2003年5月24日：マッキンリー（北アメリカ、6,194 m）
- 2004年1月9日：アコンカグア（南アメリカ、6,959 m）
- 2004年5月20日：エベレスト（アジア、8,848 m）
- 2004年8月19日：キリマンジャロ（アフリカ、5,895 m）
- 2004年11月12日：コジオスコ（オーストラリア、2,228 m）
- 2004年12月19日：ヴィンソン・マシフ（南極、4,892 m）

## 8000メートル峰登頂記録
- 1997年7月17日：ガッシャーブルムII峰（8,034 m）
- 2004年5月20日：エベレスト（8,848 m）
- 2006年10月13日：シシャパンマ（8,027 m）
- 2007年5月8日：チョ・オユー（8,188 m）
- 2007年7月20日：K2（8,611 m）　※韓国人女性初登頂
- 2008年5月13日：マカルー（8,485 m）
- 2008年5月26日：ローツェ（8,516 m）
- 2008年7月31日：ブロード・ピーク（8,051 m）
- 2008年10月12日：マナスル（8,163 m）
- 2009年5月6日：カンチェンジュンガ（8,586 m）　※疑惑あり
- 2009年5月21日：ダウラギリ（8,167 m）
- 2009年7月10日：ナンガ・パルバット（8,126 m）
- 2009年8月3日：ガッシャーブルムI峰（8,080 m）
- 2010年4月27日：アンナプルナ（8,091 m）